# Vladimír Zajíček
Vladimír Zajíček byl český fotbalista.

## Fotbalová kariéra
V československé lize hrál za SK Slavia Praha. Se Slavií získal v roce 1943 ligový titul.

## Ligová bilance
| Ročník               | Zápasy | Góly | Klub            |
| -------------------- | ------ | ---- | --------------- |
| Národní liga 1942/43 | 12     | 0    | SK Slavia Praha |
| Národní liga 1943/44 | -      | 0    | SK Slavia Praha |
| CELKEM               |        | 0    |                 |